# Friedrich Strohmeyer
Friedrich Stromeyer (ur. 2 sierpnia 1776 w Getyndze, zm. 18 sierpnia 1835 tamże) – niemiecki chemik, odkrywca kadmu (1817).
W latach 1793–1799 studiował w Getyndze medycynę, w 1800 uzyskał stopień doktora nauk medycznych; był uczniem Louisa Nicolasa Vauquelina.
Od 1806 był dyrektorem laboratorium chemicznego i wykładowcą na Uniwersytecie w Getyndze, od 1817 profesorem chemii i farmacji na Uniwersytecie w Hanowerze. Pełnił także funkcję inspektora generalnego aptek hanowerskich. W 1817 odkrył pierwiastek kadm w popiołach pozostałych po wytapianiu cynku z jego węglanu.